# Gorłówko
Gorłówko (deutsch Gorlowken, 1938 bis 1945 Gorlau) ist ein Dorf in der polnischen Woiwodschaft Ermland-Masuren und gehört zur Gmina Stare Juchy (Landgemeinde Jucha, 1938 bis 1945 Fließdorf) im Powiat Ełcki (Kreis Lyck).

## Geographische Lage
Gorłówko liegt in der östlichen Woiwodschaft Ermland-Masuren, 19 Kilometer nordwestlich der Kreisstadt Ełk (deutsch Lyck).

## Geschichte
Gorlowken wurde im Jahre 1563 gegründet und wurde am 27. Mai 1874 Amtsdorf und namensgebend für einen Amtsbezirk, der – am 30. Januar 1939 in „Amtsbezirk Gorlau“ umbenannt – bis 1945 bestand und zum Kreis Lyck im Regierungsbezirk Gumbinnen (ab 1905: Regierungsbezirk Allenstein) in der preußischen Provinz Ostpreußen gehörte.
Zwischen 1874 und 1905 war Gorlowken Sitz eines Standesamtes, danach war das Dorf in das Standesamt Jucha (1938 bis 1945: Fließdorf, polnisch Stare Juchy) eingegliedert.
Am 1. Dezember 1910 waren in Gorlowken 415 Einwohner registriert, im Jahre 1933 waren es 418.
Aufgrund der Bestimmungen des Versailler Vertrags stimmte die Bevölkerung im Abstimmungsgebiet Allenstein, zu dem Gorlowken gehörte, am 11. Juli 1920 über die weitere staatliche Zugehörigkeit zu Ostpreußen (und damit zu Deutschland) oder den Anschluss an Polen ab. In Gorlowken stimmten 320 Einwohner für den Verbleib bei Ostpreußen, auf Polen entfielen keine Stimmen.
Aus politisch-ideologischen Gründen der Abwehr fremdländisch klingender Ortsnamen erhielt Gorlowken am 18. August 1938 die Umbenennung in „Gorlau“. Die Einwohnerzahl belief sich 1939 noch auf 401.
In Folge des Krieges kam das Dorf 1945 wie das gesamte südliche Ostpreußen zu Polen und erhielt die polnische Namensform „Gorłówko“. Heute ist es Sitz eines Schulzenamtes  (polnisch Sołectwo) und als solches eine Ortschaft in der Landgemeinde Stare Juchy (Jucha, 1938 bis 1945 Fließdorf) im Powiat Ełcki (Kreis Lyck), bis 1998 der Woiwodschaft Suwałki, seither der Woiwodschaft Ermland-Masuren zugehörig.

### Amtsbezirk Gorlowken/Gorlau (1874–1945)
Zum Amtsbezirk Gorlowken, der – 1939 in „Amtsbezirk Gorlau“ umbenannt – bis 1945 bestand, gehörten fünf Orte:
| Name         | Änderungsname 1938 bis 1945 | Polnischer Name |
| ------------ | --------------------------- | --------------- |
| Dobrowolla   | (ab 1935:) Willenheim       | Dobra Wola      |
| Gaylowken    | Gailau                      | Gajlówka        |
| Gorlowken    | Gorlau                      | Gorłówko        |
| Pietraschen  | Petersgerund (Ostpr.)       | Pietrasze       |
| Szczecynowen | (ab 1925:) Steinberg        | Szczecinowo     |

## Religionen
Bis 1945 war Gorlowken in die evangelische Kirche Jucha (1938 bis 1945: Fließdorf, polnisch Stare Juchy) in der Kirchenprovinz Ostpreußen der Kirche der Altpreußischen Union sowie in die römisch-katholische Kirche St. Adalbert in Lyck (polnisch Ełk) im Bistum Ermland eingepfarrt.
Heute gehört Gorłówko  mit eigener, dem Hl. Judas Thaddäus gewidmeten Kirche zur Pfarrei Stare Juchy im Bistum Ełk der Römisch-katholischen Kirche in Polen. Die evangelischen Einwohner halten sich zu den Kirchen in Wydminy (Widminnen) bzw. Ełk, beides Filialgemeinden der Pfarreien in Giżycko (Lötzen) bzw. Pisz (Johannisburg) in der Diözese Masuren der Evangelisch-Augsburgischen Kirche in Polen.

## Verkehr
Gorłówko liegt abseits vom Verkehrsgeschehen an einer Nebenstraße, die von Stare Juchy nach hier führt. Durch den Ort verläuft eine andere Nebenstraße, die die beiden Dörfer Połom (Polommen, 1938 bis 1945 Herzogsmühle), bereits im Powiat Olecki (Kreis Oletzko/Treuburg) gelegen, mit Szczecinowo (Szczeczynowen, 1925 bis 1945 Steinberg) verbindet. 
Eine Bahnanbindung besteht nicht.

## Söhne und Töchter des Ortes
- Johann Christoph Lölhöffel von Löwensprung (1780–1836), preußischer Generalmajor